# Berberis concinna
Berberis concinna är en berberisväxtart som beskrevs av Joseph Dalton Hooker. Berberis concinna ingår i släktet berberisar, och familjen berberisväxter. Utöver nominatformen finns också underarten B. c. brevior.

## Bildgalleri

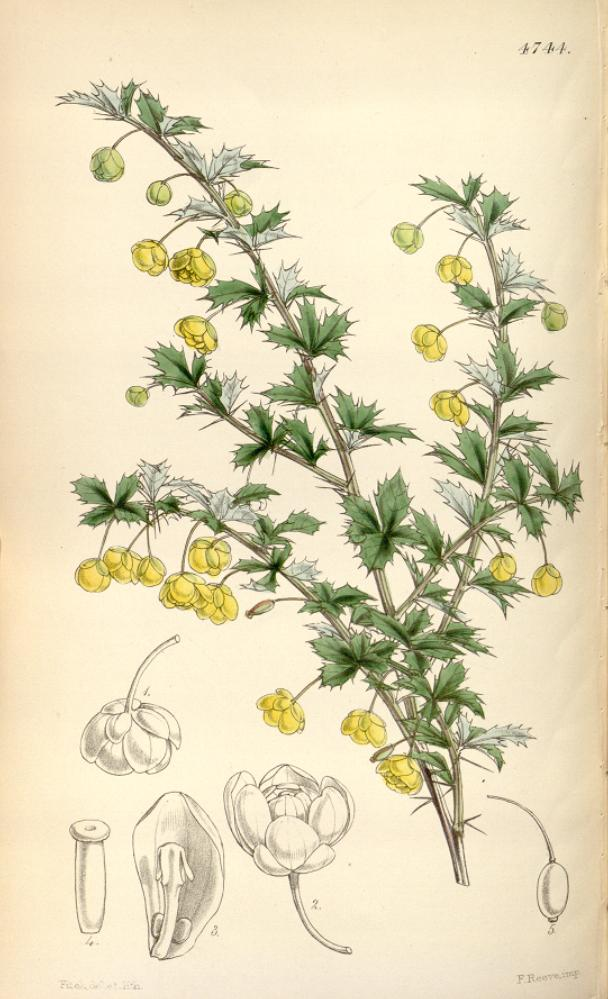